# 필리포 1세 디 사보이아 백작
필리포 1세 디 사보이아(이탈리아어: Filippo I di Savoia, 1207년 - 1285년)는 1268년부터 1285년까지의 사보이아 백작이다. 백작이 되기 이전에는 발랑스 주교 (1241년–1267년), 비엔의 참사회장 (1241년–1267년), 리옹 대주교 (1245년–1267년)였다.

## 생애
사부아 에그벨에서 톰마소 1세 디 사보이아와 제네바의 마르게리타의 여덟 번째 아들로 태어났다. 그의 가문은 그에게 성직의 길을 준비했다. 1236년 그의 형제 굴리엘모는 힐링던, 옥스니, 게딩턴 교회에서 필리포가 자리를 갖도록 잉글랜드의 군주 헨리 3세에게 그의 영향력을 발휘할 수 있었다. 1240년 그는 로잔 주교직 후보였으나 사임하고 말았다. 대신 그는 1241년에 발랑스 주교가 되었다. 그의 형제 톰마소는 필리포를 플랑드르의 수상이자 생도나티엥드브뤼주 (St-Donatien-de-Bruges)의 대법관으로 두었다.

사보이아 백작 문장

1243년에 헨리 3세가 가스코뉴에서 싸우는 동안에, 필리포는 그의 누이 베아트리체와 조카 생시 드 프로방스가 엘레오노르, 헨리 그들의 자녀 잉글랜드의 베아트리스를 방문하는 것을 에스코트하였다. 이는 포위당하던 왕에게 큰 기쁨을 주었고, 그는 주교에게 더 많은 선물을 주었다.
1244년 교황 인노첸시오 4세가 로마에서 달아날때, 필리포는 그의 형제 아메데오 4세에게 사보이아를 통해 교황이 지나갈 수 있도록 설득하였다. 필리포는 리옹까지 교황을 에스코트하였고, 그의 안전을 확실할 때까지 그와 남았다. 교황 인노첸시오 4세는 1245년에 리옹 대주교직에서 필리포의 선출을 보장해주었다.
그럼에도 필리포는 무역을 통해 가문의 정치에 대한 관여를 계속했다. 1248년에 그는 영주의 땅을 지날 때 상인들이 내는 음식에 부과하는 세금을 낮추기로 에마르 3세 드 푸아티에발렝티누아와 협상했고, 몇 년이 지나서는 그 지역 전체에 대한 도시들에 인가서를 부여받았다.
예상과는 다르게 필리포가 차기 사보이아 백작 후계자가 되었고, 그는 모든 교회직을 포기하고 1267년 6월 12일에 부르고뉴 여백작 아델라이데와 혼인했다. 그는 1268년 사보이아 백작이 되었으며, 1272년에는 브레스 백작령 또한 획득했다. 그는 사보이아의 힘을 늘리는 데 최초로 성공한 한편, 1282년에는 루돌프 1세, 카를로 1세 (또한 프로방스의 백작), 도팽, 제네바 백작이 이끄는 반동맹 세력과 접하기도 했다.
그는 후계자로서 조카 아메데오를 지명했고, 1285년 아이를 두지 못한 채 루시용에서 사망했다.

## 참고 서적
- Cox, Eugene L. (1974). 《The Eagles of Savoy》. Princeton: Princeton University Press. ISBN 0691052166.
- Michel, 편집. (1885). 《Rôles gascons》. Paris.
- Monier, R. (1948). 《Les Institutions financières du comté de Flandre du XI siècle à 1384》. Paris.